# Utopia (anarkistiskt samhälle)
För andra betydelser av Utopia, se Utopia (olika betydelser).
Utopia (eller ibland Trialville, "försöksstaden") var en anarkistisk koloni som grundades 1847 i USA av bland andra Josiah Warren. Utopia låg ungefär 5 mil från Cincinnati.

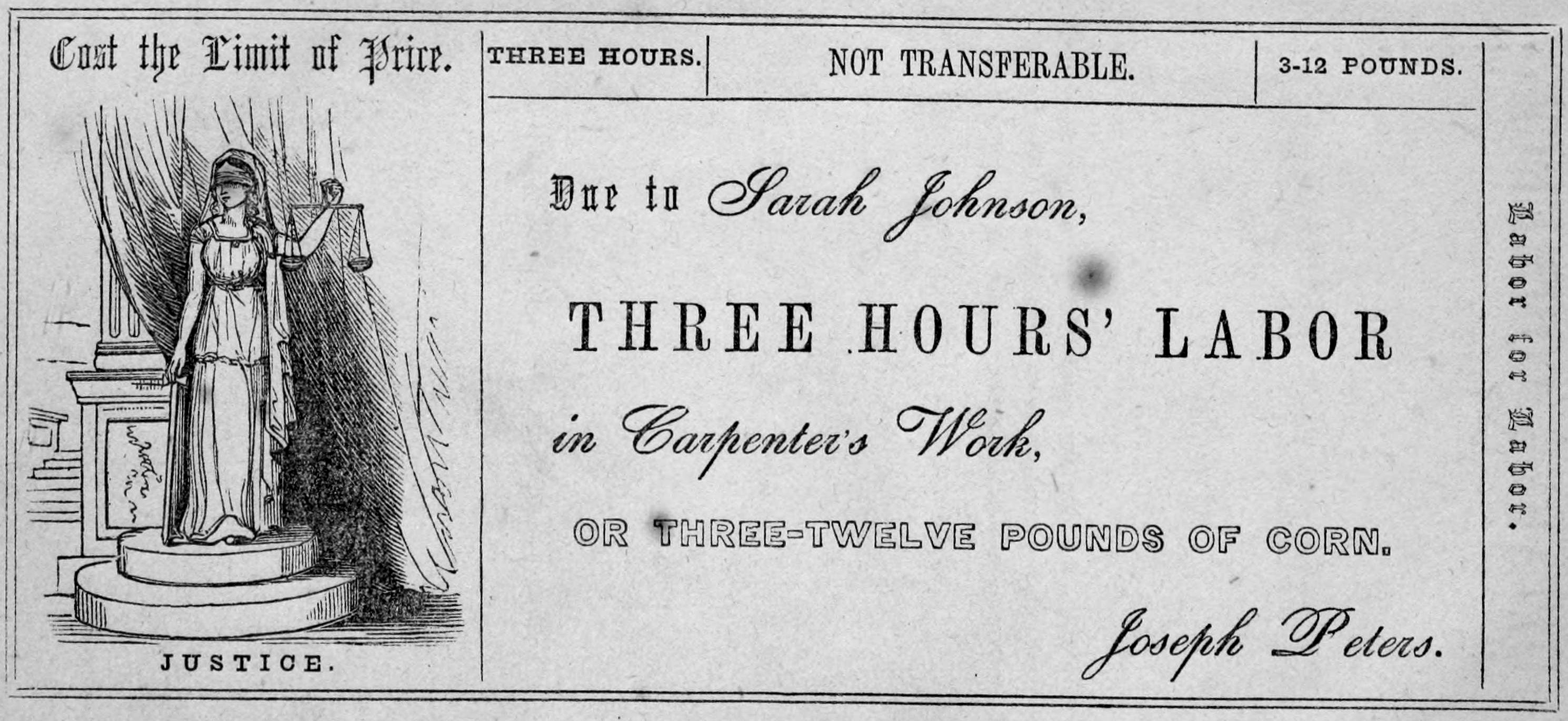
Ett exempel på en "labor note" från Cincinnati Time Store.

För att få slå sig ner i samhället krävdes en personlig inbjudan från den första generationen nybyggare i Utopia; Warren ansåg att den viktigaste friheten för individen var "att alltid ha friheten att välja våra medarbetare". Marken ägdes inte gemensamt, utan enskilt. Samhällets ekonomi baserades på privat och kollektiv besittning och marknadsekonomi; basen för valutan var arbetstid (se mutualism). Egendomar och tjänster utbyttes genom "labor notes", ett slags "sedlar" vars valuta motsvarade antal timmar utfört arbete. Vid mitten av 1850-talet bestod samhället av ungefär 40 byggnader, varav hälften olika typer av industribyggnader inom främst träindustri. 
Småningom övergavs projektet. Som anledningar har angivits det amerikanska inbördeskriget och dess följdverkningar, de stigande markpriserna som försvårade expansion och kravet på inbjudan från en av de ursprungliga Utopia-inbyggarna. Dock fanns några av de ursprungliga deltagarna i projektet fortfarande på plats så sent som 1875, och en del av områdets affärer gjordes fortfarande via "labor notes". Vid denna tid hade området blivit känt som Smith's Landing.
Warren lämnade Utopia ett år efter dess grundande, för att ägna sig åt föresläsningar och åt att hjälpa andra liknande kolonier med att komma igång. Den mest kända av dessa nya kolonier var Modern Times. Han återvände dock till Utopia på besök då och då. Det sista av dessa besök gjordes vintern 1855 - 1856.